# Максорлис

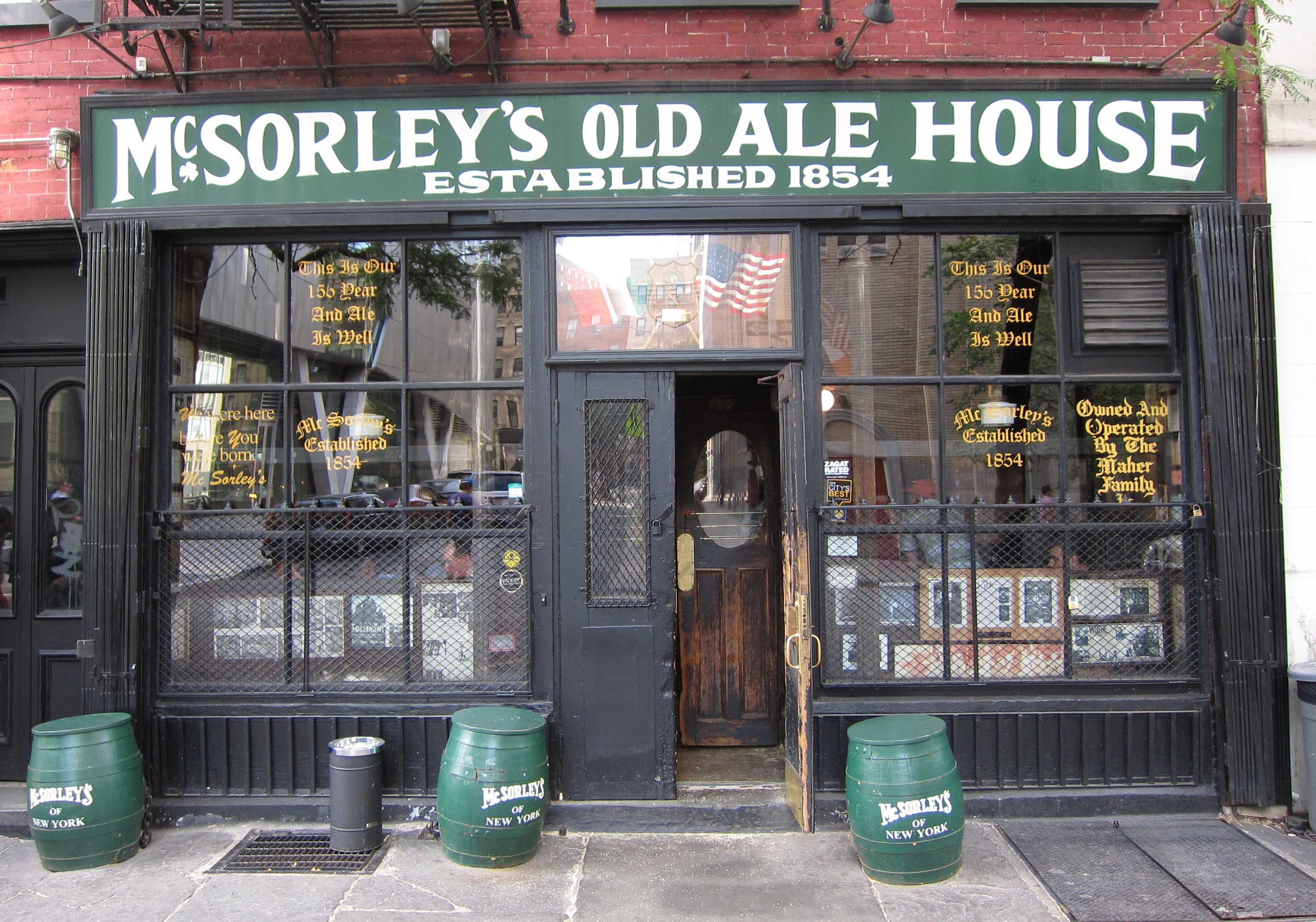
Передний вход в бар «Максорлис»

«Старый пивной дом Максо́рлис» (англ. McSorley's Old Ale House) — один из старейших баров Нью-Йорка. Расположен на Манхэттене в микрорайоне Ист-Виллидж, по адресу Восточная 7-я улица, 15. Заведение является одним из последних баров «только для мужчин». Бар был вынужден разрешить вход женщин по решению суда в 1970 году.
Всевозможные антикварные вещи, старые вырезки из газет, покрывающие стены, полы, посыпанные опилками, а также ирландские официанты и бармены придают «Максорлис» атмосферу старого Нью-Йорка. Ни одного сувенира не было убрано со стен бара с 1910 года. Многие предметы являются личными вещами известных личностей. Так, например, наручники, пристёгнутые к барному поручню, принадлежали Гарри Гудини. Под потолком бара висят «косточки удачи». Считается, что их вешали молодые люди, отправляясь на Первую мировую войну. Те, кто возвратился, сняли свои косточки. Так что оставшиеся — от тех, кто так никогда и не вернулся.
У «Максорлис» имеется два девиза: «Веди себя нормально или проваливай» и «Мы были здесь, прежде, чем ты родился». До 1970 года девиз гласил «Хороший эль, сырой лук и нет дам». Сырой лук, однако, по прежнему можно заказать с ломтиками сыра.
Согласно журналу «Нью-Йорк» бар «Максорлис» является одним из пяти главных исторических баров Нью-Йорка.

## История

### Основание

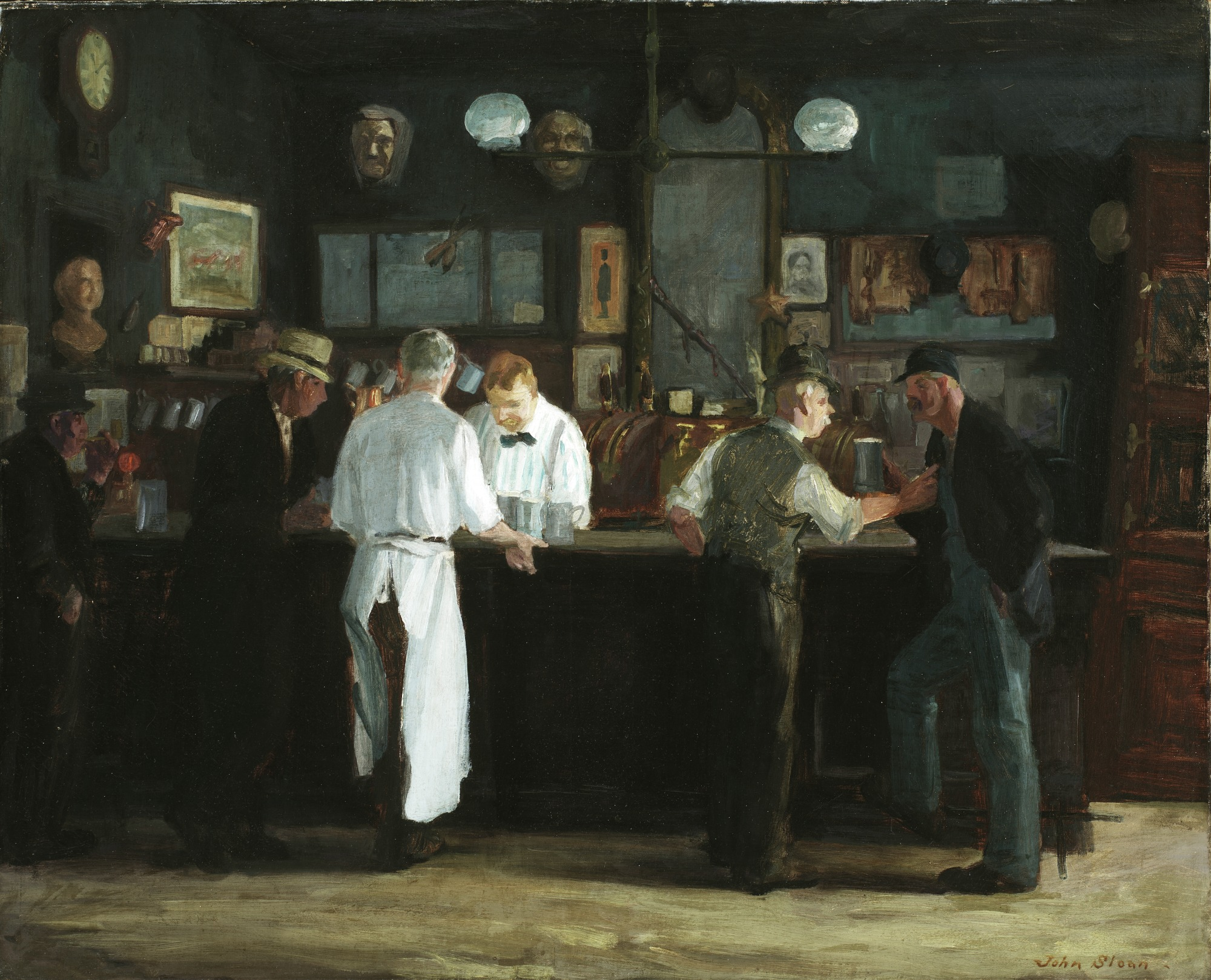
Бар «Максорлис», картина Джона Слоана, 1912 год

Владельцы бара долгое время заявляли, что открытие состоялось в 1854 году. Однако проверка показала, что место было незанято в 1861 году. Хотя имеется немало доказательств того, что открытие состоялось в 1854 году, но все они являются косвенными. Таким образом существует несколько версий о дате основания. Из записей иммиграционного ведомства достоверно известно лишь, что отец-основатель паба, Джон Максорли, прибыл в Нью-Йорк в 1851 году вместе с Мэри Максорли.

### Об эле и трудных временах
В «Максорлис», с самого основания, подавались только два вида эля: светлый и темный. Длительное время эль в бар поставляла компания «Fidelio Brewery».
Но с наступлением сухого закона пивоваренное производство пришлось перенести в подвал самого бара. Там оно и оставалось, до снятия запрета.
Эль в «Максорлис» продавали все время, когда действовал сухой закон и, с конспиративными целями, назывался он тогда, «Почти Пиво». После снятия запрета поставщики эля для «Максорлис» несколько раз менялись. В настоящее время его поставляет «Pabst Brewing Company». Она, кроме пива в кегах для бара, продает пиво в бутылках.

### Открытие для женщин
До 10 августа 1970 года женщины в «Максорлис» не допускались. Национальная организация борьбы за права женщин подала на бар в суд за дискриминацию, и выиграла. Владельцы бара были вынуждены разрешить вход для женщин. После этого мужчины и женщины пользовались одним туалетом. И лишь через 16 лет был установлен отдельный женский туалет.

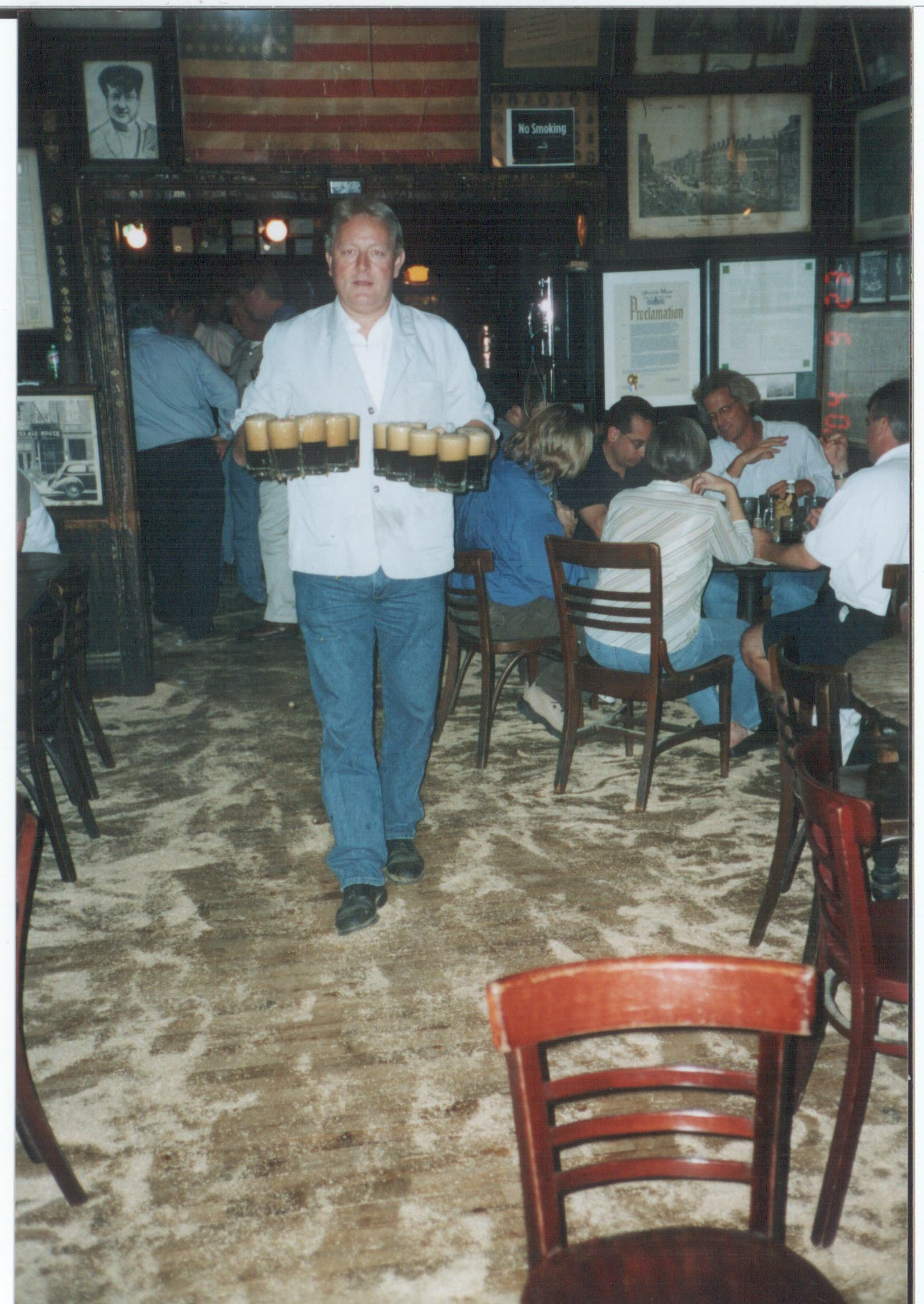
Внутри бара

## Известные посетители
«Максорлис» посещали многие известные люди. В их числе Авраам Линкольн, Теодор Рузвельт, Питер Купер, Уильям Твид, а также Вуди Гатри. Из деятелей литературы в баре часто бывали Брендан Биэн, Пол Блэкбёрн, Лерой Джонс, Гилберт Соррентино, Джордж Натан.
В своём стихотворении «Я сиживал в "Максорлис"» поэт Эдвард Каммингс писал об эле «Максорлис» как об «эле, который не даёт состариться». Он также называл бар местом «уюта и порока». «Максорлис» также в является центром событий в нескольких статьях Джозефа Митчела, написанных для журнала «The New Yorker». Сборник его рассказов, под названием «Максорлис — Чудный Бар» был издан в 1943 году.
Хоккеисты команды Нью-Йорк Рейнджерс, после выигрыша кубка Стэнли в 1994 году, отправились в «Максорлис» праздновать победу.

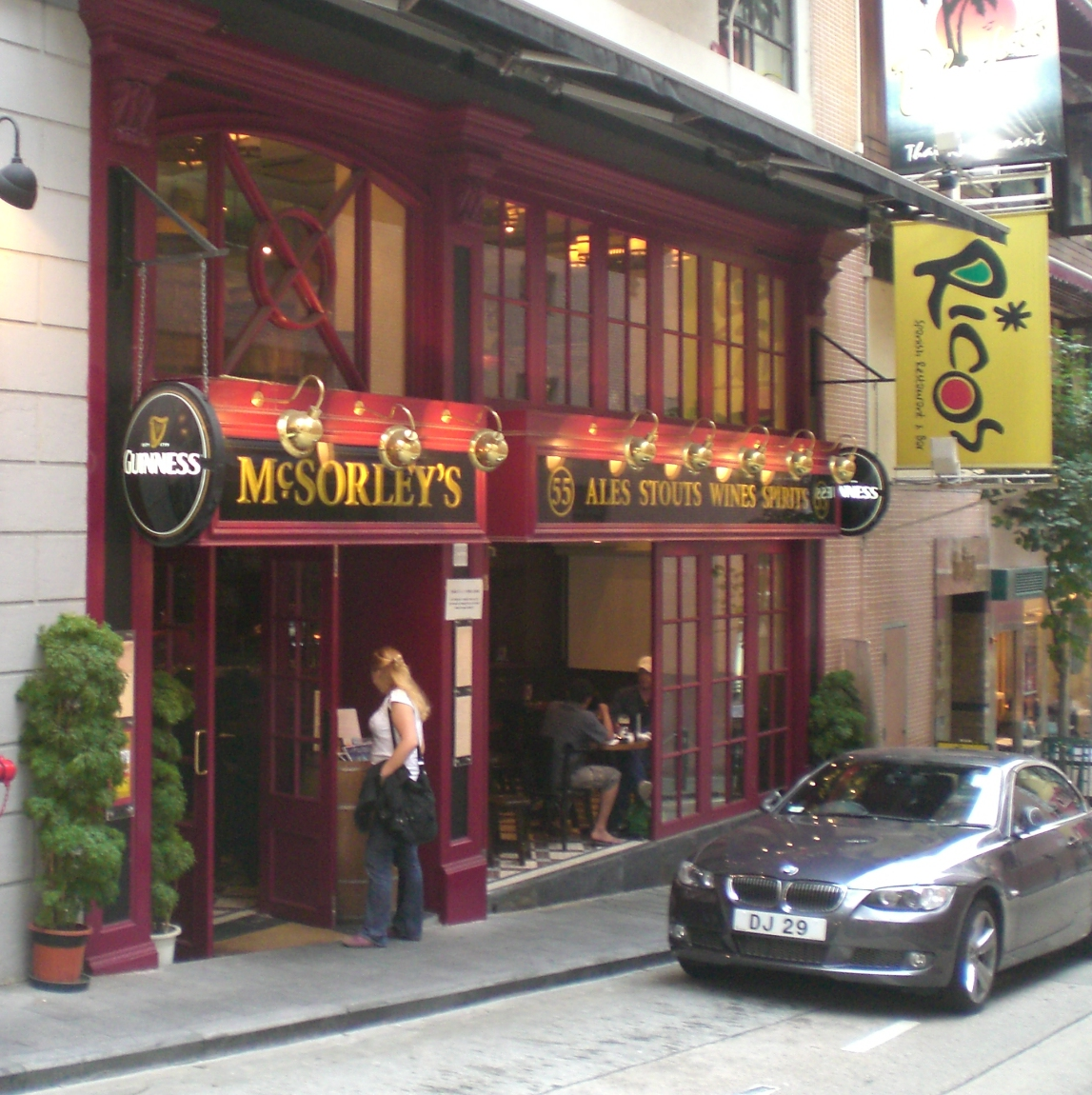
Гонконгский «Максорлис»

## Филиалы
«Максорлис» не имеет филиалов, однако компания «Эклипс Менеджмент» открыла три бара «Максорлис» в Гонконге и Макао. Заведения имеют некоторое сходство с оригинальным баром «Максорлис». Они также продают одноимённый эль, но никоим образом не связаны с оригинальным баром.

## В массовой культуре
- В комиксе «Проповедник» персонаж Кэссиди пересчитывает годы, потраченные на посещение «Максорлис».
- Помещение «Максорлис» использовалось для съемок фильма «Напролом».
- В фильме Серджо Леоне «Однажды в Америке» есть сцена, где юные члены банды спорят, взять ли им от бармена доллар за поджог стойки с газетами или же лучше ограбить пьяного. Эта сцена была снята внутри «Максорлис»[8].  Наружные же съёмки проводились у другого бара.